# Sofia Nădejde
Sofia Nădejde, née le 14 septembre 1856 à Botoșani, en principauté de Moldavie à l'époque, aujourd'hui en Roumanie, et décédée le 11 juin 1946 à Bucarest, est une écrivaine et traductrice roumaine connue en tant que militante, aussi bien socialiste que féministe. Par ailleurs elle était la sœur du peintre Octav Băncilă et l'épouse du journaliste et traducteur Ioan Nădejde.

## Biographie

### Origines et enfance
Sofia Nădejde est née Sofia Băncilă le 14 septembre 1856, fille de Vasile Băncilă Gheorghiu et de Pulheria-Profira Neculce, descendante du chroniqueur Ion Neculce. Les Băncilă étaient des alleutiers, une famille aux moyens limités, sans forcément être à proprement parler pauvre. Victor Vișinescu, son biographe, relate qu'ainsi la question de la poursuite de l'éducation de Sofia s'est posée très jeune et qu'elle a cru que son père ne voulait qu'elle continue ses études à treize ans, jusqu'à ce qu'elle surprenne une conversation entre son père et son oncle. Vasile y avouait qu'il n'avait en fait pas les moyens financiers. Sofia est alors sortie de sa cachette en pleurant, disant qu'elle voulait « étudier plus que tout ». Son oncle prêtre, Ioan Băncilă, a alors pris en charge les frais et elle a intégré la pension de jeunes filles Glowanska à Botoșani.

### Mariage
Elle y a rencontré son futur époux, Ioan Nădejde (1854-1928), qui y enseignait le latin et le grec pour financer ses propres études, puis ils se sont mariés et établis à Iași en 1874. Sofia y était critiquée pour son port de chapeaux masculins et sa volonté de passer son baccalauréat bien qu'elle fût mariée, ce à quoi elle parvint, qui plus est dans un lycée de garçons. Ioan, quant à lui, obtint un poste d'enseignant au Collège national de Iași. Le couple eut cinq filles, dont une morte en bas âge, et deux garçons, entre 1876 et 1888, ce qui est assez remarquable, dans la mesure où Sofia refusait catégoriquement d'avoir recours à des domestiques et où l'activité au sein de la maison était importante. Le lieu, en raison de sa modestie, était surnommé la maisonnette de Sărărie (littéralement salines), du nom du quartier, proche d'un dépôt de sel. Le couple ne se maria que civilement, non religieusement, et les enfants ne furent pas baptisés.

### Le socialisme
La première conférence socialiste en Roumanie eut lieu à Iași en 1879. Ioan Nădejde y participa et devint bientôt, avec son frère, rédacteur en chef de l'éphémère journal Besarabia. Le couple Nădejde se fit connaître rapidement et accueillit bientôt dans sa maison le cercle socialiste de la ville. Même le grenier fut consacré à leur idéologie : il comportait une petite imprimante sur laquelle fut imprimée, à partir de 1881, la revue mensuelle Contemporanul, dont Ioan était le rédacteur en chef et Constantin Dobrogeanu-Gherea le théoricien. La revue, du fait des origines d'Ukraine, à l'époque dans l'Empire russe, de Dobrogeanu-Gherea, s'est inspirée pour son titre du nom de la revue russe Le Contemporain. Sofia et Constantin Mille, entre autres, faisaient partie des contributeurs réguliers. Malgré ses modestes moyens, la revue fut l'une des plus populaires de son époque, avec un tirage de 3 000 exemplaires. En 1881, les socialistes de Iași furent accusés de complicité dans l'assassinat d'Alexandre II de Russie : les frères Nădejde furent arrêtés et Ioan perdit son emploi au Collège national. En 1888, Ioan fut élu député et en 1893, il fit partie des fondateurs du Parti social démocratique de Roumanie, dissout en 1899. Ioan faisait partie de la ligne dite réformiste, dans un parti qui fourmillait d'idées, mais était aussi marqué par de fortes dissensions internes. Sofia se consacrait à la question des femmes, notamment à leur égalité avec les hommes, qui était importante, au point qu'elle présida le quatrième congrès de la formation politique, en avril 1897 à Bucarest. Sa voix était respectée au sein du parti ; en 1886, elle a également établi des clubs exclusivement féminins et socialistes. Les données manquent cependant sur leur nature et leur portée exactes.

### Le féminisme
Sofia Nădejde était à la fois féministe et socialiste : elle a publié ses trois premiers articles, Chestiunea femeilor [La question de la femme], Starea femeilor și mediul prin care se vor putea emancipa [La condition des femmes et leurs moyens d'émancipation], et Muntele a născut un șoarece [La montagne a accouché d'une souris], dans Femeia Română en 1879, avant même ses débuts littéraires, dans Contemporanul, avec la nouvelle Două mame, en 1885. Elle a contribué régulièrement à Femeia Română, qui était une revue attachée à l'égalité entre les hommes et les femmes et animée par des féministes qui n'étaient pas forcément socialistes : Maria Flechtenmacher, Adela Xenopol, Paul Scorțescu ou Dobrogeanu-Gherea. Elle a aussi adhéré à la Ligue des femmes fondée par Cornelia Emilian et préfacé un livre d'Izabela Sadoveanu. D'un point de vue féministe, Sofia Nădejde est aujourd'hui souvent connue pour la polémique qui l'a opposée à Titu Maiorescu, de la société Junimea, qui estimait que la masse du cerveau des femmes était inférieure de 10% à celle du cerveau des hommes, ce qui démontrait l'infériorité intellectuelle des unes sur les autres, et justifiait que la sphère publique soit réservée aux uns et la sphère privée aux autres. Elle lui répliqua que s'il fallait se référer à la taille, il était urgent de confier le pouvoir aux baleines, en tant qu'êtres vivants possédant le plus gros cerveau.

### Bucarest
En 1894, la famille déménagea à Bucarest, où Ioan passa son doctorat en droit, puis tenta d'intégrer l'aile gauche des libéraux pour y faire avancer ses idées, ce à quoi il ne parvint guère. Sofia eut des activités, notamment des cours et des conférences, aujourd'hui perdues, au cercle des travailleurs. Elle poursuivit également ses activités littéraires, publia ses romans, nouvelles et pièces de théâtre, se rapprochant du poporanisme et se liant d'amitié avec Constantin Stere. Elle traduisit de nombreux textes à partir de 1908, certains sont toujours réédités aujourd'hui. Pendant la Première Guerre mondiale, la famille se réfugia et vécut en Ukraine. Les sources donnent peu de renseignements sur cette période, on peut cependant observer empiriquement qu'il s'agit d'une rupture : on ne trouve que peu de traces de Sofia après. On sait que son époux est décédé en 1928, qu'elle a également perdu ses deux fils vers la même période. Son dernier article littéraire, des souvenirs de ses activités politiques, date de février 1935, dans Adevărul. Elle a vécu les dernières années de sa vie avec deux de ses filles.

## Influence et place dans la littérature roumaine
George Călinescu estime qu'elle s'est consacrée aux problèmes sociaux de son temps, comme l'alcoolisme, la misère, le sort des orphelins, mais qu'elle faisait aussi preuve d'humour, notamment dans sa description des superstitions, et que son expression dialectale ressemblait à celle de Ion Luca Caragiale. Gheorghe Adamescu révèle même qu'elle eut un certain succès, soulignant le caractère éducatif de ses romans. Dans son histoire de la littérature roumaine, Nicolae Manolescu ne lui consacre pas d'article, mais l'inclut néanmoins dans une liste. Dans les histoires françaises, comme celles d'Andreia Roman ou de Basil Muntéano, elle est complètement absente. L'histoire allemande de Wilhelm Rudow, bien que publiée en 1892, consacre un paragraphe à Ioan, ne l'oublie pas et mentionne même ses nouvelles, ainsi que la polémique avec Maiorescu.
L'écrivain autrichien Tino Schlench a réalisé en 2021 sur son journal en ligne une entrevue avec Elena Vlădăreanu, initiatrice du prix littéraire Sofia Nădejde, qui lui confiait qu'on ne pouvait « pas la qualifier d'autrice connue (...) Aujourd'hui ses œuvres sont presque oubliées, ne sont pas rééditées et ne figurent pas non plus dans les programmes scolaires ; dans les écoles on ne lit de toute façon presque pas de femmes. »

## Œuvres
Robia banului décrit l'itinéraire vers la richesse d'un banquier qui se rend finalement compte que l'argent est impuissant à le rapprocher de la seule femme qu'il ait aimée. Selon Iris Nuțu, Patimi introduit une nouvelle perspective sur la femme adultère.

### Liste
- O iubire de ţară, théâtre, Jassy, 1888 ;
- Nuvele, Jassy, 1893 ;
- Din chinurile vieţei. Fie-care la rîndul său. Nuvele, nouvelles, Craiova, 1895 ;
- Fără noroc, théâtre, Bucarest, 1898 ;
- Ghica Vodă Domnul Moldovei, théâtre, Bucarest, 1899 ;
- Vae victis! Vai de învinşi, théâtre, Bucarest, 1902 ;
- Patimi. Roman din viaţa românească, Bucarest, 1903, roman réédité en 2022 ;
- Robia banului, Bucarest, 1906, roman réédité en 2022 ;
- Părinţi şi copii, Bucarest, 1907, roman numérisé et disponible sur le site de Revista Transilvania ;
- Din lume, pentru lume. Povestiri din popor, nouvelles, Bucarest, 1909 ;
- Despre creierul femeii și alți demoni. Antologia textelor publicistice, Pitești, 2019, anthologie des articles de presse.

Une ou plusieurs nouvelles ont été traduites en allemand dans le volume Rumänische Erzählungen, Bucarest, 1907, Gustav Albrecht.

### Traductions
Sofia Nădejde a également eu une importante activité de traductrice, notamment avant et au début de la Première Guerre mondiale.
- Clara Zetkin, Chestia lucratoarelor si a femeilor de acuma, traduction de la Lutte pour la libération des femmes, 1891 ;
- Jules Verne, Minuniile și grozaviile Indiei, traduction des Indes noires, 1908 ;
- Henryk Sienkiewicz, Fără credinţă, traduction de Sans Dogme, 1908 ;
- Henryk Sienkiewicz, Viata la sate. Schiţe, 1908 ;
- Henryk Sienkiewicz, Prin Foc şi Sabie, traduction de Par le fer et par le feu, 1909 ;
- André Theuriet, Pravalia la doi crapi, traduction de la Maison des deux barbeaux, 1909 ;
- Camille Flammarion, Visuri înstelate, traduction de Rêves étoilés, 1909 ;
- Henryk Sienkiewicz, Potopul, traduction du Déluge, 1910 ;
- Ludwig Fulda, Prostul, 1910 ;
- Maxime Gorki, Omorul, 1912 ;
- Leonid Andreïev, Prăpastia, 1912 ;
- Prosper Mérimée, Don Juan, 1912 ;
- Matilde Serao, Visul unei nopti de dragoste, 1915 ;
- Edmondo De Amicis, Cuore, traduction du Livre-cœur, 1916, régulièrement réédité depuis.

## Prix, récompenses, postérité
- Prix du roman du journal Universul en 1903[5]

Un prix littéraire porte son nom depuis 2018, le prix Sofia Nădejde, dédié à la fiction écrite par des femmes, devenu les journées 
Sofia Nădejde, avec, également, des projections de courts métrages.